# Кро-де-Монвер
Кро-де-Монве́р (фр. Cros-de-Montvert, окс. Cròs de Mont verd) — коммуна во Франции, находится в регионе Овернь. Департамент — Канталь. Входит в состав кантона Ларокбру. Округ коммуны — Орийак.
Код INSEE коммуны — 15057.
Коммуна расположена приблизительно в 430 км к югу от Парижа, в 110 км юго-западнее Клермон-Феррана, в 28 км к северо-западу от Орийака.

## Население
Население коммуны на 2008 год составляло 220 человек.
| 1962 | 1968 | 1975 | 1982 | 1990 | 1999 | 2008 |
| ---- | ---- | ---- | ---- | ---- | ---- | ---- |
| 315  | 370  | 305  | 253  | 261  | 225  | 220  |

## Экономика

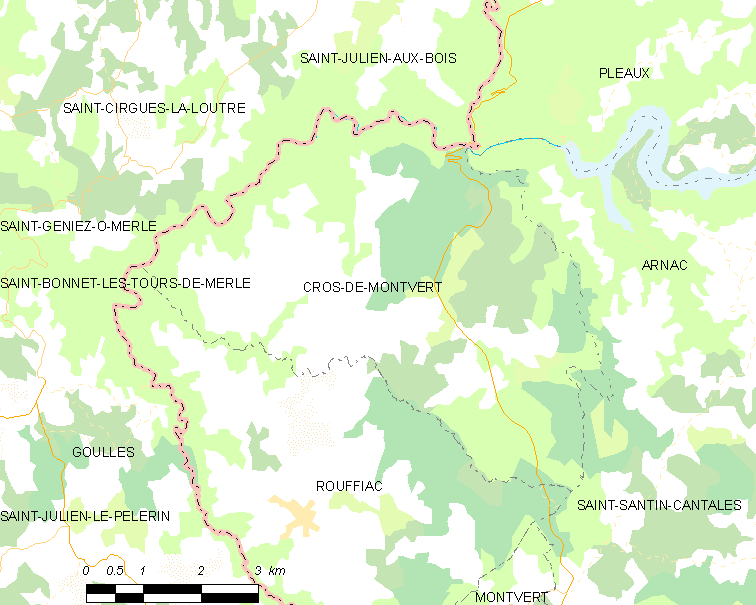
Карта коммуны

В 2007 году среди 129 человек в трудоспособном возрасте (15—64 лет) 86 были экономически активными, 43 — неактивными (показатель активности — 66,7 %, в 1999 году было 62,1 %). Из 86 активных работали 79 человек (50 мужчин и 29 женщин), безработных было 7 (2 мужчин и 5 женщин). Среди 43 неактивных 3 человека были учениками или студентами, 21 — пенсионерами, 19 были неактивными по другим причинам.